# Блейз Бейлі
Блейз Бейлі (ім'я при народженні Бейлі Александр Кук, нар. 29 травня 1963) — англійський хеві-метал-співак. Він був вокалістом гурту Wolfsbane з 1984 по 1994 рік (і в даний час з 2010 року, після возз'єднання в 2007 і 2009 роках). Він також був вокалістом Iron Maiden під час відсутності Брюса Дікінсона з 1994 по 1999 рік. З того часу він продовжує сольну кар'єру і випустив десять студійних альбомів. Блейз посів 67 місце у списку 100 найкращих співаків усіх часів за версією журналу «Sweden Rock».

## Раннє життя
Бейлі народився 29 травня 1963 року в Бірмінгемі під ім'ям Бейлі Александр Кук. Його головним натхненням стати співаком став виступ Ронні Джеймса Діо в бірмінгемському Одеоні під час туру Діо «Holy Diver». У той час Бейлі працював нічним портьє в готелі. Він спостерігав за репетиціями гурту шостого класу, який грав кавери на пісні Sex Pistols і трохи оригінального матеріалу. Це був перший раз, коли Блейз вирішив, що хотів би бути співаком на сцені.

## Кар'єра

### Wolfsbane (1984—1994, 2007- по теперішній час)
Бейлі почав свою кар'єру як вокаліст гурту Wolfsbane, заснованого у 1984 році. Їхній дебютний альбом «Live Fast, Die Fast» вийшов у 1989 році.
До цього Wolfsbane записали три демо — Wolfsbane (1985), Dancin' Dirty (1987) та Wasted but Dangerous (1988). Примітно, що остання була записана на студії Square Dance Studios у Дербі, Англія. У 1990 році гурт мав честь виступати на розігріві у Iron Maiden під час їхнього туру No Prayer on the Road у Великій Британії. Того ж року Wolfsbane випустили міні-альбом під назвою All Hell's Breaking Loose Down at Little Kathy Wilson's Place. Їх другий повноцінний студійний альбом, Down Fall the Good Guys, вийшов у 1991 році, забезпечивши їм єдине місце в британському чарті з синглом «Ezy», який посів 68-е місце.
Незважаючи на те, що Def American відмовився від них через недостатній рівень продажів, Wolfsbane були визнані найкращим британським гуртом без підпису у 1993 році. Того ж року вони випустили концертний альбом «Massive Noise Injection» на лейблі Bronze Company. У 1994 році гурт представив свій однойменний третій студійний альбом Wolfsbane, також на лейблі Bronze Company. Обмежене видання альбому включало EP Everything Else. Цікаво, що саме під час відходу Брюса Дікінсона з Iron Maiden у 1993 році Бейлі був обраний на заміну з сотень прослуховувань. Після цього Wolfsbane розпався.
У 2007 році Wolfsbane перегрупувалися для спеціального одноразового виступу, а Бейлі повернувся до виконання обов'язків вокаліста і фронтмена. Вони підтримали The Wildhearts під час короткого британського туру у грудні 2007 року. Ще один тур відбувся у грудні 2009 року, цього разу на підтримку The Quireboys у їхньому турі «A Little Bit of What You Fancy 20th Anniversary Tour». Зокрема, Wolfsbane стали хедлайнерами концерту в лондонському клубі Borderline 9 квітня 2011 року. Згодом, у квітні 2011 року, вони вирушили у турне на підтримку Saxon. У 2011 році Wolfsbane випустили альбом Wolfsbane Save the World, а також EP під назвою Did it for the Money, доповнений успішним британським туром.

### Iron Maiden (1994—1999)
Бейлі був обраний на заміну Брюсу Дікінсону після сотень прослуховувань. Його відхід з Wolfsbane призвів до розпаду гурту пізніше того ж року. Після серйозної мотоциклетної аварії, яка вивела його з ладу на рік, Бейлі зміг записати вокал для альбому Maiden's The X Factor, який вийшов у 1995 році. На підтримку альбому Бейлі відправився в турне з групою. Ще один альбом Iron Maiden з Бейлі на вокалі, Virtual XI, вийшов у 1998 році.
Два альбоми Iron Maiden, випущені під час перебування Бейлі на посаді продюсера, не потрапили до чартів так добре, як сподівалися учасники гурту. The X Factor посів 8 місце в британському чарті альбомів, а Virtual XI — лише 16, ставши найнижчою позицією в чарті серед студійних альбомів Iron Maiden з часу виходу Killers у 1981 році.
Бейлі покинув Iron Maiden у лютому 1999 року після того, як дізнався, що вокаліст Брюс Дікінсон повертається до гурту. Iron Maiden час від часу виконують пісні з двох альбомів Maiden за участю Бейлі, включаючи «Man on the Edge» і «Futureal», які він написав у співавторстві, хоча в період з 2004 по 2017 роки в сет-листі гурту не з'явилося жодної пісні часів Бейлі. У 2018 році гурт зіграв «The Clansman» і «Sign of the Cross». Крім того, на деяких концертах Бейлі виконував пісні Iron Maiden, спочатку записані у складі Дікінсона і Пола Ді'Анно.

### Сольна кар'єра (1999— дотепер)

#### Blaze (1999—2007)

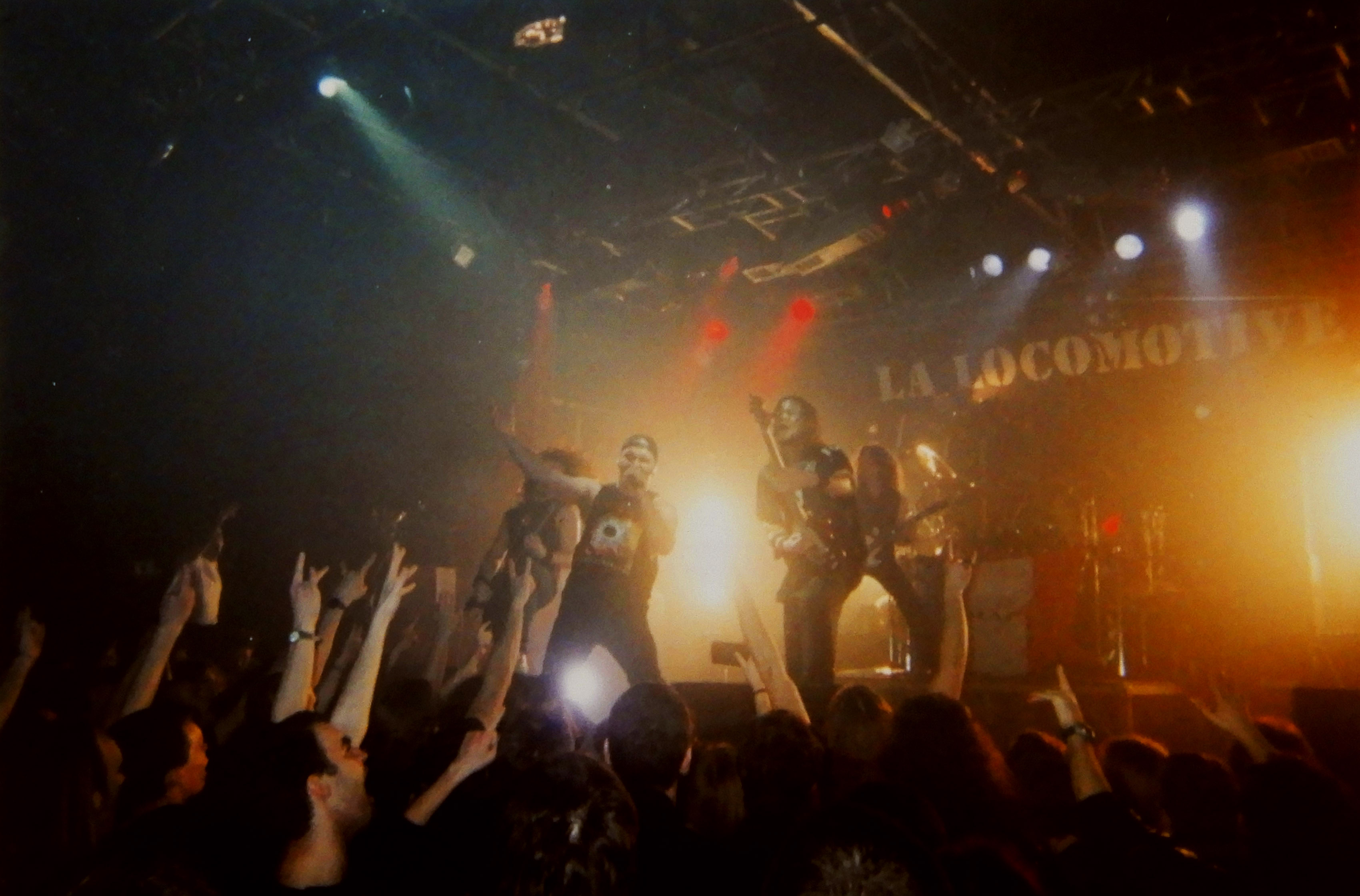
Бейлі та його гурт під час виступу у 2002 році

Після відходу Бейлі з Iron Maiden у 1999 році він розпочав сольну кар'єру, заснувавши у березні того ж року власний гурт Blaze. Бейлі найняв гітариста Стіва Рея, гітариста Джона Слейтера, басиста Роба Нейлора та барабанщика Джеффа Сінгера і підписав угоду з німецьким лейблом SPV, випустивши дебютний студійний альбом гурту Silicon Messiah у 2000 році. За ним послідував альбом Tenth Dimension у 2002 році та перший концертний альбом гурту у 2003 році, As Live as It Gets. Всі ці альбоми мали позитивні відгуки. Але фінансові проблеми та деякі питання із звукозаписною компанією незабаром призвели до змін у складі гурту.
Після запису концертного альбому Джефф Сінгер оголосив, що йде з гурту. Через три місяці пішов і Роб Нейлор. Сесійний барабанщик Філ Грінхаус і басист Вейн Бенкс були найняті на решту туру Tenth Dimension, поки не було знайдено постійних замінників.  Гітарист Джейсон Бенкс був запрошений на кілька концертів наприкінці 2003 року, щоб замінити Джона Слейтера.
Наприкінці 2003 року Blaze почали писати матеріал для свого третього студійного альбому, Blood & Belief. Філ Грінхаус був замінений на барабанах Джейсоном Боулдом для запису і Дейвом Найтом для гастролей. Гурт почав гастролювати на підтримку альбому незабаром після його виходу у 2004 році, але знову був відкинутий назад новиною про те, що Джон Слейтер не зміг відіграти більшу частину туру. Незважаючи на те, що Слейтер повернувся до гурту пізніше того ж року, у вересні він покинув гурт разом зі Стівом Реєм, щоб заснувати групу Rise to Addiction. Басист Вейн Бенкс і барабанщик Дейв Найт покинули гурт, щоб приєднатися до групи Робіна Гібба у вересні 2004 року.
У 2004 і 2005 роках Blaze відіграли низку концертів у складі Бейлі, гітариста Олівера Палотая, гітариста Луки Прінсіотти, басиста Ніка Дугласа і барабанщика Даніеля Льобле. Двоє гітаристів згодом залишилися у складі гурту як повноправні учасники. Склад гурту знову змінився, коли на початку 2005 року Льобле пішов до німецького павер-метал-гурту Helloween, а Дуглас повернувся до іншого німецького хеві-метал-гурту, Doro. Їх замінили невідомі німецькі музиканти Даніель Шильд і Крістіан Амманн відповідно. З новим складом Blaze почали працювати над четвертим студійним альбомом, який мав вийти у 2007 році, але у січні того ж року було оголошено, що через серйозні фінансові проблеми весь склад гурту покинув Бейлі. Після зміни складу Бейлі вирішив перейменувати гурт на своє ім'я — Blaze Bayley.

#### Гурт Blaze Bayley (2007—2011)
У лютому 2007 року до складу Blaze Bayley Band (також відомого як BBB) увійшли гітаристи Ніколас Бермудес і Річ Ньюпорт, басист Дейв Бермудес і барабанщик Ріко Бандерара, і вони записали концертний DVD-альбом Alive in Poland, який вийшов пізніше того ж року. Пізніше того ж року Бейлі оголосив, що Річ Ньюпорт покинув гурт, щоб продовжити «кар'єру» вчителя гітари, і Джей Волш замінить його на сцені до кінця туру. Джей став повноправним учасником гурту у листопаді 2007 року. Бейлі також оголосив про приєднання барабанщика Лоуренса Патерсона, який раніше грав у британських метал-гуртах Chokehold і Shadowkeep.
У липні 2008 року Blaze Bayley Band (BBB) випустив свій дебютний студійний альбом The Man Who Would Not Die. Альбом також містив перший сингл гурту, «Robot», незважаючи на те, що він був доступний лише в цифровому вигляді. Іноді його розглядають як міні-збірку, оскільки він містить багато бонус-треків. У вересні Деббі Хартленд, дружина Блейза і менеджер гурту, померла від інсульту після кількох тижнів одужання. Вокаліст і гурт, хоч і були приголомшені втратою, мужньо продовжували виступати на честь її любові і відданої роботи. Гурт записав ще один DVD наживо в Z7, The Night That Will Not Die, який вийшов у березні 2009 року. Блейз Бейлі оголосив про початок запису нового альбому 28 вересня 2009 року. На форумі гурту був оголошений конкурс: перші дві людини, які правильно вгадають назву нового альбому, отримають безкоштовну копію з автографом. Через кілька днів стало відомо, що це буде «Promise and Terror».

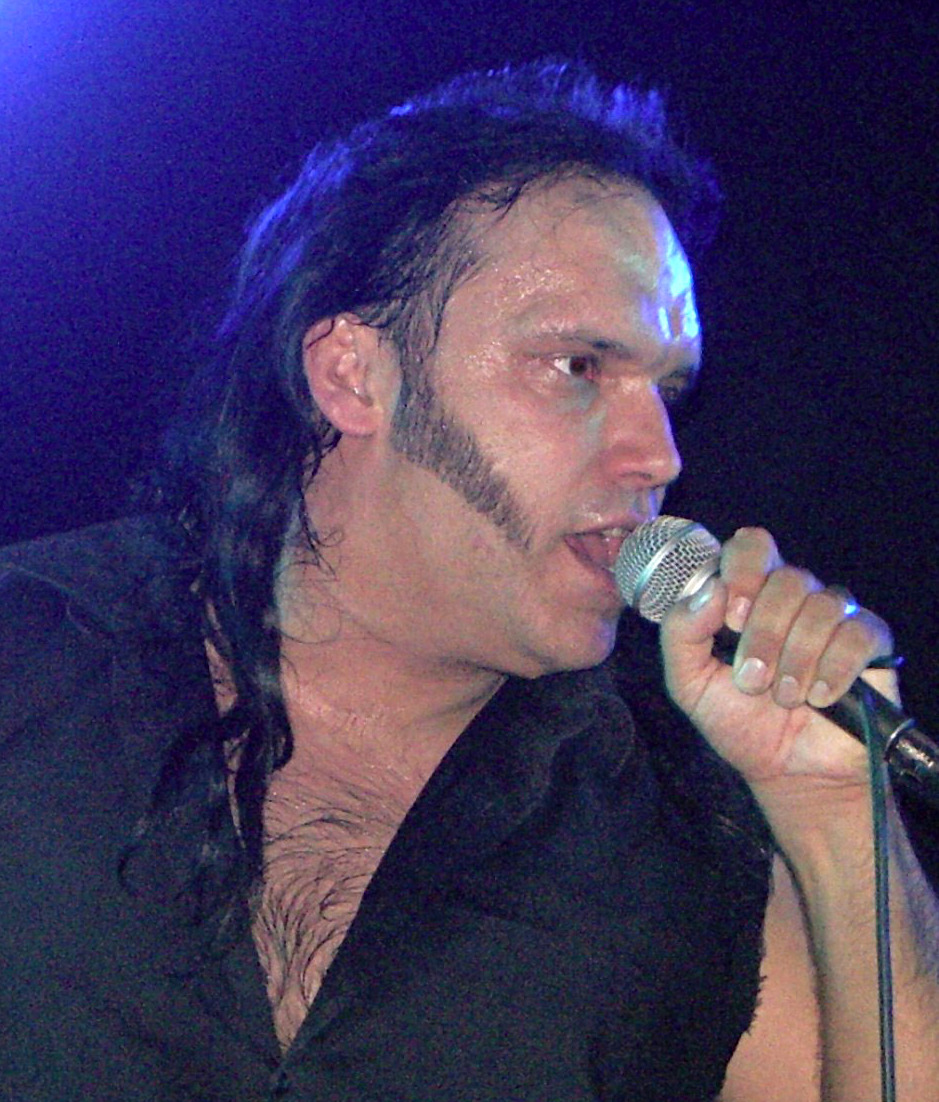
Виступ Бейлі в 2007 році

Другий альбом Promise and Terror вийшов 1 лютого 2010 року. Професійні рецензії були загалом дуже позитивними. Продюсером альбому виступив Джейсон Едвардс.
У лютому 2010 року BBB розпочали своє світове турне 2010 року в Дадлі, Великобританія. Наступні місяці вони провели, граючи у Великобританії, Франції, Італії, Німеччині, а потім вирушили на південноамериканську частину туру. Наприкінці року вони повернулися до Європи.
У травні 2010 року Лоренс Патерсон, барабанщик гурту, пішов з гурту через невстановлені особисті та професійні причини. Патерсон також був автором книги «At The End of the Day», біографії гурту «Blaze Bayley Band». Також про свій відхід з гурту оголосила їхній менеджер Анна. Вона стверджувала, що її уявлення про те, куди рухатися далі, і уявлення гурту розійшлися.
Після відходу Патерсона гурт Блейза Блейлі найняв італійського барабанщика Клаудіо Тірінканті для продовження туру «Promise and Terror». 10 липня 2010 року Блейз Блейлі заявив наживо на сцені, що його поточний альбом є його найбільш продаваним як сольного виконавця, проливаючи світло на нещодавні зміни у складі та менеджменті гурту.
На початку 2011 року BBB вирушили у коротке європейське турне, яке мало продовжитися у травні 2011 року ще кількома концертами у Великій Британії. Але несподівано 29 березня через свої офіційні канали Блейз Бейлі заявив, що йому довелося розлучитися з групою через стан здоров'я і фінансові причини. Пізніше з'ясувалося, що великою проблемою стало те, що братам Бермудесам доводилося часто купувати квитки додому в Колумбію, щоб поновити свої візи. Справа була важкою не лише з фінансової та бюрократичної точки зору, але й з музичної: BBB часто доводилося в останню хвилину знаходити заміну, наприклад, Люку та Крісу Епплтонам з гурту Fury UK або Дейву Ендрюсу, який згодом приєднався до гурту.

#### Blaze Bayley (2011—2013)
31 березня 2011 року Блейз оголосив, що продовжить свою діяльність як сольний виконавець, працюючи з різними музикантами.
Окрім возз'єднання і нових записів Wolfsbane, у вересні 2011 року Бейлі відіграв двотижневий акустичний сольний тур по Великобританії з гітаристом Wolfsbane Джейсом Едвардсом, а також дав кілька сольних концертів в Італії з Андреа Нері на гітарі. Відеозаписи акустичних концертів з Джейсом Едвардсом можна подивитися на офіційній сторінці Blaze Bayley на YouTube.
У 2011 році Блейз презентує першу нову пісню в оновленому складі під назвою «Black Country». У лютому 2012 року Бейлі гастролював по Росії разом з Полом Ді'Анно, започаткувавши партнерство між двома колишніми вокалістами Iron Maiden, які вирушили в турне під назвою «Blaze VS Paul» і «Double Trouble Tour» у 2012 і 2013 роках.
Співак виступив на сценах кількох літніх фестивалів, після чого у жовтні/листопаді 2011 року вирушив до США у свій перший повноцінний хедлайн-тур з часів Iron Maiden за підтримки північноамериканських музикантів канадського гурту Man the Destroyer та американського гітариста/продюсера міжнародної слави Ріка Плестера, який у майбутньому співпрацював з Бейлі.
26 грудня 2011 року в особистому різдвяному повідомленні на своєму сайті Блейз оголосив, що його новий альбом The King of Metal вийде 8 березня 2012 року. Того ж дня Блейз офіційно оголосив про перші два етапи світового турне «King of Metal» на офіційній сторінці Блейза Бейлі у Facebook. Запис альбому The King of Metal проходив у Італії та Нідерландах, зведенням займалися Тоні Ньютон на домашній студії Стіва Гарріса, Рік Плестер у США і Рауль Соенткен у Нідерландах.
Новий склад складається з трьох італійців (підтверджений барабанщик Клаудіо Тірінканті, басист Леманн, гітарист Андреа Нері) і голландського юнака Томаса Цвейсена, талановитого класичного гітариста, який став культовим музикантом на YouTube завдяки своїм акустичним аранжуванням класичних творів Iron Maiden. Цвейсен став співавтором більшої частини музики нового альбому Бейлі. Цей же склад записав альбом і підтримав Бейлі в європейському турі «King of Metal», відігравши більше 60 концертів.
Насичений графік 2012 року також включав акустичний тур із Звейсеном (Липень), кілька виступів із чеським гуртом Seven, кілька концертів із Wolfsbane (Жовтень), другий спільний тур із Полом Ді'Анно Східною Європою, Австралією та Новою Зеландією (Листопад), а також успішний «непідключений» тур, який також зачепив Бразилію та Європу, за участю Звейсена на класичній гітарі та голландської скрипальки Енн Баккер.
У 2013 році інтенсивний акустичний досвід став офіційним релізом у каталозі Бейлі: у партнерстві з Томасом Цвейсеном він випустив EP (Russian Holiday) з класично аранжованими мелодіями, працюючи над релізом з Yellowdog Creative Project Management. Обкладинку альбому створила студія Akirant.es.
Потім Бейлі відправився у спеціальний тур по США із зірковим гуртом The Foundry, у складі якого були гітарист Рік Плестер (Black Symphony), басист Джон Мойєр (Adrenaline Mob, Disturbed, Queensrÿche) і барабанщик Scorpions Джеймс Коттак, а також вокаліст Шон Остін. Пізніше того ж року Бейлі відвідав Канаду з кількома акустичними концертами, а потім знову гастролював з Ді'Анно у Фінляндії, Росії та Україні.

#### Початкове партнерство з Absolva (2013—2016)
Бейлі анонсував Soundtracks of My Life, подвійний диск, присвячений його 30-річчю як співака, який вийшов у листопаді 2013 року, а наступного року супроводжувався великим світовим турне. Альбом представив два нових треки, «Hatred» та «Eating Children», написані та виконані Блейзом Бейлі та Ріком Плестером. На обидві пісні було знято два промо-відеокліпи.
Після першого етапу туру в Південній Америці Бейлі представив новий концертний склад для європейських концертів. Ними стали музиканти манчестерського гурту Absolva: Кріс Епплтон (гітари, якого вже бачили наживо з Бейлі), Ден Бейт (бас, якого тимчасово замінив Люк Епплтон, брат Кріса і учасник Iced Earth, а потім знову новий постійний басист Absolva Карл Шрамм) і Мартін Макні (ударні).
У складі Absolva Блейз записав DVD Live in Prague, який містив повне шоу саундтреків європейського туру My Life, а також бонуси. У Словаччині та Німеччині разом з іншими музикантами Бейлі відсвяткував свою 20-ту річницю приєднання до Iron Maiden невеликим туром з ексклюзивною програмою, що складалася з пісень періоду його роботи в групі зі Стівом Харрісом. Потім Бейлі відвідав Канаду і США, в останньому випадку знову під псевдонімом The Foundry з Плестером, Мойєром і барабанщиком Twisted Sister Ей Джей Перо, а також іноді з Боббі Джарзомбеком за пультом. У 2015 році він гастролював Південною Америкою під псевдонімом «Metal Singers» разом із вокалістами Удо Діркшнайдером, Ріппером Оуенсом і Майком Вескерою.

#### Трилогія «Нескінченне заплутування» (2016—2020)

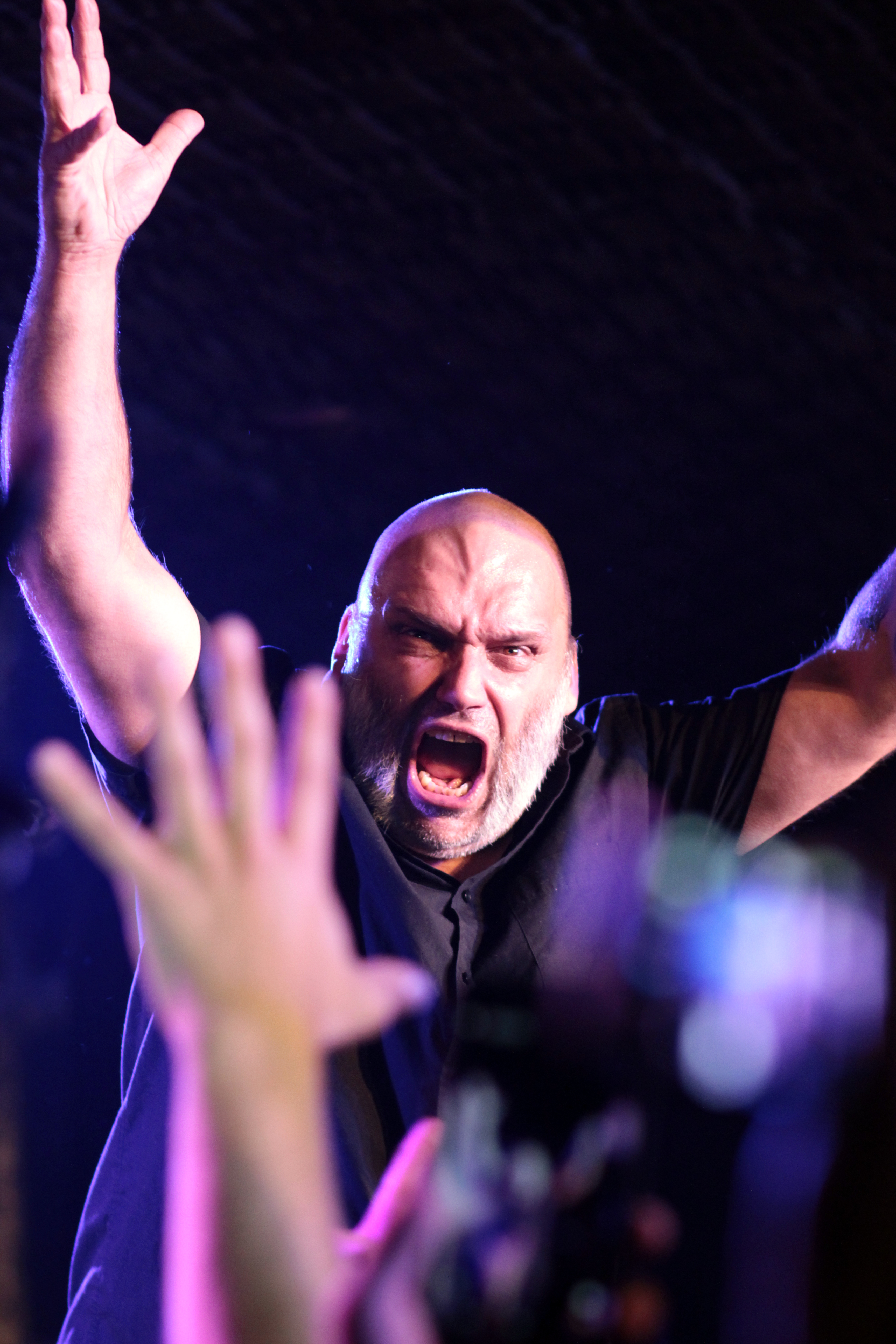
Бейлі в 2016 році

У березні 2016 року з новим менеджментом — Марком Епплтоном (з незалежного лейблу Rocksector Records) — вийшов новий альбом Infinite Entanglement, за яким послідувало велике європейське турне у складі Absolva. Концепція нового альбому була натхненна науково-фантастичною тематикою ранніх сольних релізів Блейза Silicon Messiah і Tenth Dimension. Infinite Entanglement був написаний і записаний Бейлі і музикантами Absolva, а також співавтором Мішель Скіарротта. У записі також взяли участь Люк Епплтон з Iced Earth, Джо Робінсон і Мел Адамс з Aonia та Ліз Оуен, нейлонова акустична гітара Томаса Цвейсена, скрипка Анни Баккер, а також сам Бейлі, Ейн Брюер, Роб Тугуд і Мішель Скіарротта, які озвучували альбом. Європейські гастролі 2016 року завершилися виступом на фестивалі Huskvarna Rock & Art у Швеції. Протягом 2016 року Бейлі також гастролював Латинською Америкою та Канадою з різними музикантами, а потім Північною Америкою з Джеффом Тейтом і Тімом «Різником» Оуенсом під назвою Trinity — короткочасна колаборація, організована менеджментом Тейта.
У червні 2016 року Бейлі виступила на сцені як запрошена вокалістка гурту Disturbed на фестивалі Download в Англії, виконавши пісню The Who «Baba O'Riley».
Endure and Survive, другий альбом трилогії Infinite Entanglement, вийшов у березні 2017 року у співавторстві з Бейлі, Крісом Епплтоном та Мішель Скіарроттою. Альбом продовжив науково-фантастичну історію і знову містив ті ж бек-вокал і хор, що й попередній, а також інструментальні партії Томаса Цвейсена на нейлоновій акустичній гітарі та Анни Баккер на скрипці, а також клавішника Uli Jon Roth Корвіна Бана, який зіграв на акордеоні. Також повернулися актори озвучення, щоб допомогти продовжити історію. Офіційне відео на промо-сингл альбому «Escape Velocity» було знято у компанії вокаліста Iron Maiden Брюса Дікінсона, яка займається технічним обслуговуванням літаків і симулятором польотів, Cardiff Aviation Ltd.
Заключна частина трилогії, «Спокута Вільяма Блека», вийшла у березні 2018 року, написана переважно у співавторстві з Бейлі/Епплтон.
За ці роки з лав Absolva був сформований гастролюючий і записуючий гурт — Кріс Епплтон (гітара і бек-вокал), Мартін Макні (ударні), Карл Шрамм (бас-гітара і бек-вокал). Світові тури супроводжували кожен повноформатний реліз колективу.
У листопаді 2018 року вийшов другий класичний акустичний альбом December Wind за участі запрошеного гітариста Томаса Цвейсена.
У березні 2019 року вийшов подвійний концертний альбом і DVD «Live in France», записаний на знаменитому майданчику Chez Paulette поблизу Нансі, Франція.
У 2019 році виповнилося 25 років відтоді, як Блейз Бейлі приєднався до Iron Maiden, і щоб відсвяткувати цю подію, відбулася серія фестивальних виступів із сет-листом, відібраним виключно з його двох студійних альбомів з Iron Maiden — X-Factor і Virtual XI. Для цих виступів Люк Епплтон з Iced Earth був запрошений другим гітаристом. Найяскравішими з цих виступів стали виступи на фестивалях Sweden Rock Festival та Rock the Coast (Іспанія).
У квітні 2020 року вийшов подвійний концертний альбом і DVD «Live in Czech», записаний на майданчику «Мелодка» в Брно, Чехія.

#### War Within Me(2020– до тепер)
15 грудня 2020 року на сайті та в соціальних мережах Blaze Bayley було оголошено про початок прийому попередніх замовлень на новий студійний альбом «War Within Me». Це перший повноформатний студійний альбом Блейза Бейлі у жанрі хеві-метал після трилогії Infinite Entanglement за майже десять років. Бейлі продовжив співпрацю з британськими хеві-металістами Absolva. Альбом вийшов у цифровому форматі 9 квітня 2021 року і незабаром після виходу фізичної версії.

## Музиканти гурту Blaze Bayley

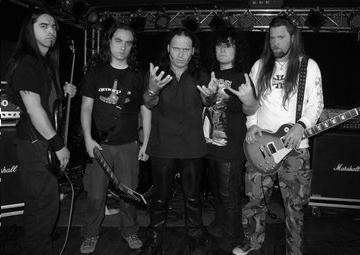
Гурт BBB (Blaze Bayley Band) у 2007 році

Основний гурт
- Блейз Бейлі — вокал (1999 — теперішній час)
- Кріс Епплтон — соло- та ритм-гітара, бек-вокал (2014 — теперішній час); (гастролер 2009—2010)
- Карл Шрамм — бас, бек-вокал (2014 — теперішній час)
- Мартін Макні — ударні (2014 — дотепер)
- Люк Епплтон — ритм- і соло-гітара, бек-вокал (гастролер 2018—2019), 2021 — по теперішній час; бас-гітара (гастролер 2009)

## Особисте Життя
14 лютого 2007 року Бейлі одружився з Деббі Гартленд, своєю давньою подругою, на острові Гран-Канарія. 6 липня 2008 року у Гартленд стався крововилив у мозок, і вона була госпіталізована. Вона померла 27 вересня 2008 року після перенесеного за два дні до того інсульту.
21 грудня 2022 року Бейлі заручився зі своєю партнеркою Кейт Росс в історичному місці Стоунхендж в Англії в день зимового сонцестояння.
25 березня 2023 року у Бейлі стався серцевий напад.

## Дискографія
з Wolfsbane
- Live Fast, Die Fast (1989)
- Down Fall the Good Guys (1991)
- Wolfsbane (1994)
- Wolfsbane Save the World (2012)
- Genius (2022)

з Iron Maiden
- The X Factor (1995)
- Virtual XI (1998)

як Blaze
- Silicon Messiah (2000)
- Tenth Dimension (2002)
- Blood & Belief (2004)

як Blaze Bayley
- The Man Who Would Not Die (2008)
- Promise and Terror (2010)
- The King of Metal (2012)
- Infinite Entanglement (2016)
- Endure and Survive — Infinite Entanglement Part II (2017)
- The Redemption of William Black — Infinite Entanglement Part III (2018)
- War Within Me (2021)

Живі Альбоми
- As Live as It Gets (2003)
- Alive in Poland (2007)
- The Night That Would Not Die (2009)
- Live in Prague (DVD release only) (2014)
- Live in France (2019)
- Live in Czech (2020)
- Damaged Strange Different and Live (2023)

Аудіо/відео семпли
- «Sign of the Cross» — Blaze Bayley singing on the opening track from Iron Maiden's The X Factor album
- Wasted Years with Doro[1]
- Heaven Hell Sabbath Cover Dio era[2]
- Wrathchild Maiden Live in studio[3]
- The Evil That Men Do The Eternal Flame[4]
- The Number of the Beast VXI Tour bootleg[5]
- Wasted Years and The Trooper Acoustic[6]
- Man on the Edge and Fear of the Dark played with the band Trooper[7]
- Blaze Bayley Human Official Video[8]

## Концертні Тури
з Wolfsbane
- Live Fast Die Fast Tour (1989)
- No Prayer on the Road (1990) (Wolfsbane виступали на розігріві у Iron Maiden під час британського туру.

з Iron Maiden
- The X Factour (1995—1996)
- Virtual XI World Tour (1998)

як Blaze
- Silicon Messiah Tour 2000/2001 (2000—2001)
- Tenth Dimension Tour (2002)
- As Live As It Gets Tour (2003)
- Blood & Belief Tour 2004/2005 (2004—2005)
- The Christmas Tour (2005)

як Blaze Bayley
- The Confusion Fusion Tour 2007 (2007)
- My Life in Acoustic (2007)
- Headbanging Bastards Tour (2008)
- The Tour That Will Not Die (2009)
- Promise and Terror Tour (2010—2011)
- The Incredible Acoustic Tour (2011)
- King of Metal Tour (2012)
- Soundtracks Of My Life World Tour (2014)
- Silicon Messiah 15th Anniversary Tour (2015)
- Infinite Entanglement 2016 Tour (2016)
- Endure and Survive Tour (2017)
- The Redemption Of William Black World Tour (2018)
- Tour of the Eagle Spirit (2019)
- Iron Maiden 25th Anniversary Tour (2019—2020)
- Tenth Dimension 2020 Tour (2020) (Cancelled due to the COVID-19 Pandemic)
- The War Within Me Tour (2021)
- The Unstoppable Tour (2022—2023)
- Iron Maiden 30th Anniversary Tour (2024)

як Blaze Bayley та Томас Цвейсен
- Russian Holiday Acoustic Tour (2012—013)

як Блейз Бейлі та Паул Ді'Анно
- The Double Trouble Tour (2012—2013)

як Блейз Бейлі, Джефф Тейт та Тім 'Ріппер' Овенс
- The Trinity Tour (2016)